# Метод «матриць відкриття»
Метод «матриць відкриття» — один з методів пошуку технічних рішень. Як і в морфологічному методі, має за мету систематично досліджувати всі можливі варіанти, виходячи із закономірностей будови (морфології) заданої до вдосконалення системи; вибрати та вивчити поле можливих рішень.
Суть методу полягає в побудові квадратної матриці, в якій перетинаються рядки і стовпці (горизонталі і вертикалі) значень характеристик. Ряди можуть бути як впорядкованими за певним принципом, так і не впорядкованими. Характеристики можуть бути виражені як кількісно, так і якісно. На відміну від морфологічного аналізу, частина вибраних характеристик може стосуватися не системи, а умов її експлуатації.
Основні етапи методу «матриці відкриття»:
- складання переліку елементів, властивостей, об'єктів, фактів, ідей тощо;
- встановлення поля аналізу — визначення проблеми в найбільш загальній і абстрактній формі, її уточнення, побудова структури поля (розміщення характеристик вибраних елементів, властивостей і таке інше по рядах і стовпцях матриці);
- визначення перетину рядків і стовпців, виявлення можливих комбінацій, тобто з'ясовують поле можливих рішень, що є метою дослідження;
- розгляд всіх можливих рішень з метою виявлення нових допустимих комбінацій;
- вивчення вибраних комбінацій і вибір раціональних рішень.
Можливі і більш диференційовані оцінки рішень. Деякі етапи можуть проводитися одночасно.
Як правило, метод «матриць відкриття» не дає закінчених рішень і слугує для систематизації наявного матеріалу та визначення відправних пунктів подальшого дослідження за рахунок визначення наявних резервів. Комбінації характеристик сприяють плідним асоціаціям, які раніше не були замічені, та наступній постановці проблеми.